# Gnidia inconspicua
Gnidia inconspicua är en tibastväxtart som beskrevs av Carl Daniel Friedrich Meisner. Gnidia inconspicua ingår i släktet Gnidia och familjen tibastväxter. Inga underarter finns listade i Catalogue of Life.